# Kamula
Der Berg Kamula (ukrainisch Камула, polnisch Kamuła) ist eine Erhebung in der Ukraine und mit einer Höhe von 471,9 m der höchste Punkt der Podolischen Platte.
Der Berg liegt auf dem Mittelgebirgszug Holohory (ukrainisch Гологори) am nordwestlichen Rand der Podolischen Platte im Rajon Lwiw der westukrainischen Oblast Lwiw.
Er besteht aus Kalksandstein, erhebt sich 20 bis 30 m hoch über seine Umgebung und ist von natürlichem Buchenwald und Buchen-Hainbuchenpflanzungen bedeckt. Er ist Bestandteil des Landschaftsschutzgebietes Romaniwskyj (ukrainisch Романівський ландшафтний заказник) und ein Naturdenkmal von regionaler Bedeutung.